# Medaille „Für heldenmütige Arbeit im Großen Vaterländischen Krieg 1941–1945“

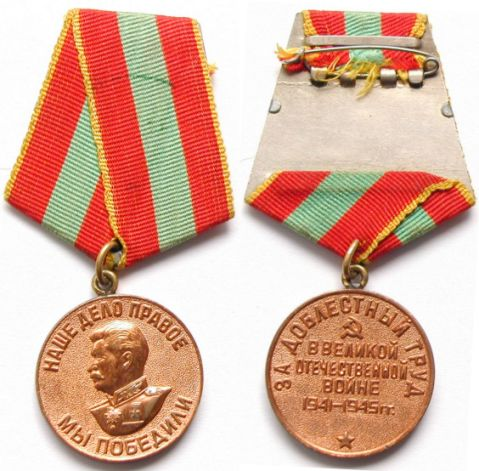
Avers und Revers der Medaille

Die Medaille „Für heldenmütige Arbeit im Großen Vaterländischen Krieg 1941–1945“ (russisch медаль «За доблестный труд в Великой Отечественной войне 1941—1945 гг.») war eine staatliche sowie militärische Auszeichnung der UdSSR, welche am 6. Juni 1945 in einer Stufe gestiftet wurde. Insgesamt wurden 16.096.750 Medaillen verliehen.

## Verleihungsbedingungen
Die Medaille wurde verliehen an alle Arbeiter, Ingenieure, Angestellten der Industrie und des Verkehrswesens, Bauern, Wissenschaftler, Techniker, Künstler, Schriftsteller, Parteimitglieder und Gewerkschaftsmitarbeiter sowie anderer gesellschaftlicher Organisationen, die in selbstloser Arbeit zum Sieg der Sowjetunion im Großen Vaterländischen Krieg, der sowjetischen Bezeichnung für den Deutsch-Sowjetischen Krieg, beigetragen hatten. Mindestverleihungsvoraussetzung war eine einjährige Tätigkeit zwischen 1941 und 1945. Bei Invaliden, Frauen und Rentnern genügte bereits eine sechsmonatige Arbeitszeit.

## Aussehen und Trageweise

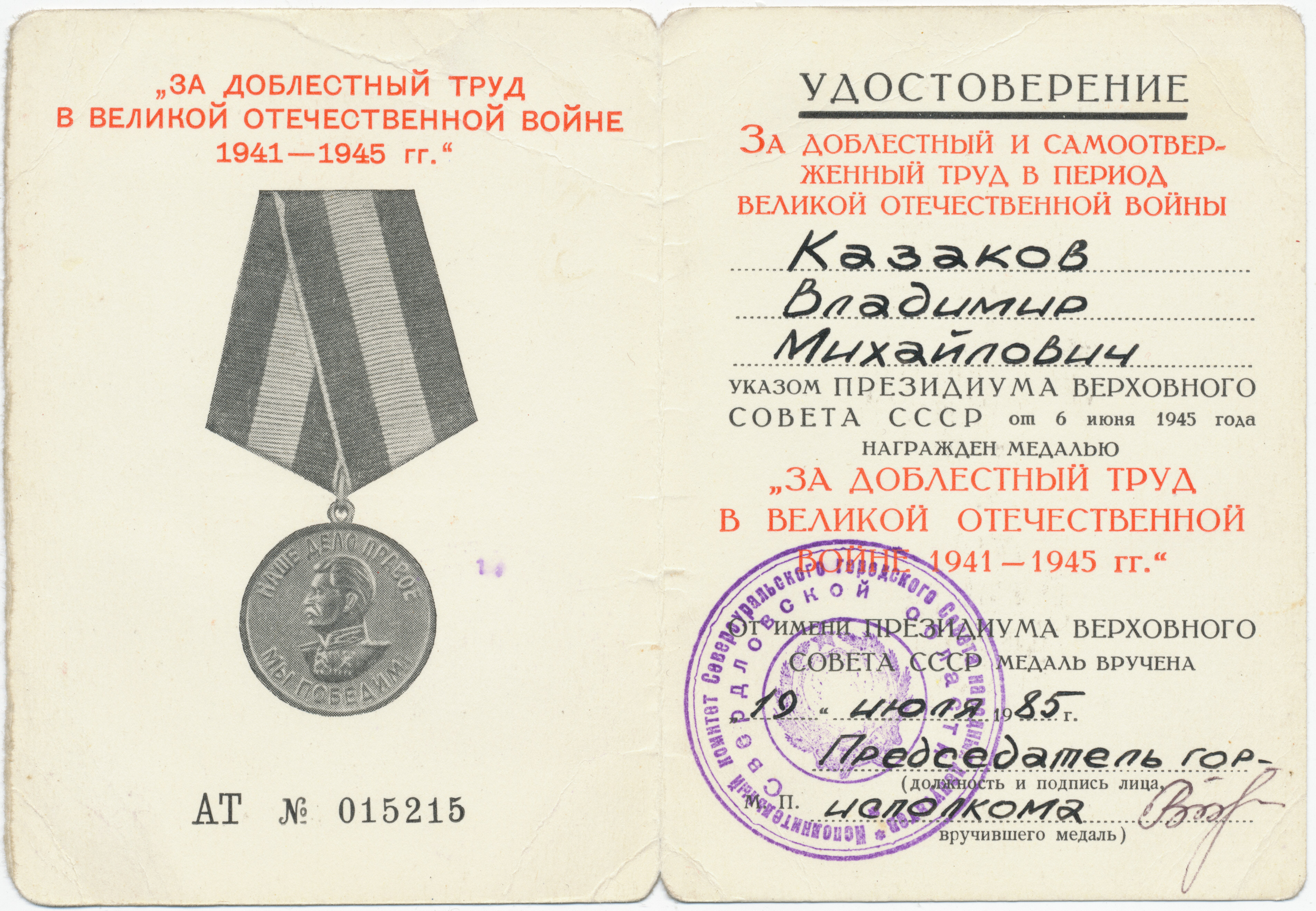
Zertifikat für eine Medaille „Für heldenmütige Arbeit im Großen Vaterländischen Krieg 1941–1945“

Die 32 mm durchmessende Medaille besteht aus Kupfer und zeigt auf ihrem Avers das links blickende Porträts von Stalin. Dieses ist von der Umschrift: Наше дело правое – мы победили (Unsere Sache ist gerecht – Wir haben gesiegt) umschlossen. Das Revers der Medaille zeigt hingegen die Komplettinschrift: За доблестный труд в Великой / Отечественной / войне / 1941–1945 (Für heldenmütige Arbeit im Großen Vaterländischen Krieg 1941–1945), wobei die Worte За доблестный труд (Für heldenmütige Arbeit) als Umschrift fungieren. Getragen wurde die Medaille an der linken oberen Brustseite des Beliehenen an einer roten pentagonalen Spange mit je zwei Millimeter breiten gelben Saum sowie einem sieben Millimeter grünen senkrechten Mittelstreifen.